# Амурська військова флотилія (СРСР)
Аму́рська військо́ва флоти́лія — військова флотилія у складі Збройних сил СРСР з грудня 1917 по серпень 1955.

## Командування

### Командувачі
- контрадмірал з липня 1944 віцеадмірал Абанькін П. С. (червень 1941 — червень 1943 та березень — вересень 1944)
- віцеадмірал Октябрьський П. С. (червень 1943 — березень 1944;
- віцеадмірал Седельников Ф. С. (вересень 1944 — червень 1945);
- контрадмірал Антонов Н. В. (червень 1945 — до кінця радянсько-японської війни).

## Герої Радянського Союзу
- Корнер Віктор Дмитрович — капітан III рангу, командир монітора «Сунь Ятсен» 1-ї бригади річкових катерів.